# Colegiul Economic „F.S. Nitti” din Timișoara
Colegiul Economic „Francesco Saverio Nitti” este un liceu economic din Timișoara, înființat în anul 1894. Se află pe strada Corbului, nr. 7C.

## Istorie
Colegiul Economic „F.S. Nitti” continuă vechea tradiția învățământului economic timișorean, care datează din anul 1895, când s-a întemeiat Școala Superioară Comercială, cu limba de predare maghiară. Din 1919 s-a introdus predarea în limba română. În decursul timpului liceul a purtat diverse denumiri: Liceul comercial Principele Carol (1936–1944), Liceul comercial de băieți (1936–1949 Școala tehnică de administrație, economic și financiar (1949–1955). În această perioadă cursurile s-au ținut în actuala clădire a primăriei.
Întrea 1955–1966 în Timișoara nu a funcționat nicio școală cu profil economic la nivel de liceu. În anul 1966 s-a reînființat Liceul Economic, în actualul spațiu al colegiului. În 1987 liceul a fuzionat cu Liceul de alimentație publică și scoala profesională, care funcționase independent între 1972–1987, devenind Grupul Școlar Economic. În 1994, în urma înfrățirii cu Institutul Tehnic Comercial și de Programatori „F.S. Nitti” din Potenza, Ministerul Educației Naționale a aprobat ca Grupul Școlar Economic din Timișoara să poarte numele economistului italian Francesco Saverio Nitti . Din 2000 Grupul Școlar Economic „F.S. Nitti” a devenit Colegiul Economic „F.S. Nitti”. 
Colegiul deține titlul de „Școală europeană.